# Allam Bello
Allam Bello Huerta (Ciudad Sahagún, Hidalgo, México, 8 de junio de 1988) es futbolista mexicano. Juega de Mediocentro y pasó por todo su proceso de formación desde fuerzas básicas del C. D. Cruz Azul en la Primera División de México. Actualmente juega para el club Atlético Ensenada.

## Clubes
| Club                | País   | Año               |
| ------------------- | ------ | ----------------- |
| Cruz Azul           | México | 2010 - 2011       |
| Neza FC             | México | 2012              |
| Lobos BUAP          | México | 2012              |
| Cruz Azul           | México | 2013 - 2014       |
| Club Irapuato       | México | 2014 - 2015       |
| Atlante FC          | México | 2015 - 2016       |
| Alebrijes de Oaxaca | México | 2016 - 2017       |
| Potros UAEM         | México | 2017- 2020        |
| Atlético Ensenada   | México | 2020 - Actualidad |

## Estadísticas
Actualizado al último partido jugado el 12 de noviembre de 2018.
| Cruz Azul Hidalgo · México                                          |               |               |     |   |    |   |   |    |     |    |
| 2ª                                                                  | 2008-09       | 17            | 0   | - | -  | - | - | 17 | 0   |    |
| 2ª                                                                  | 2009-10       | 32            | 1   | - | -  | - | - | 32 | 1   |    |
| 2ª                                                                  | 2010-11       | 7             | 1   | - | -  | - | - | 7  | 1   |    |
| 2ª                                                                  | C-2011        | 7             | 1   | - | -  | - | - | 7  | 1   |    |
| 2ª                                                                  | 2013          | 12            | 1   | - | -  | - | - | 12 | 1   |    |
| 2ª                                                                  | 2013-14       | 1             | 0   | 3 | 0  | - | - | 4  | 0   |    |
| Total club                                                          | Total club    | 76            | 4   | 3 | 0  | 0 | 0 | 79 | 4   |    |
| Cruz Azul F. C. · México                                            |               |               |     |   |    |   |   |    |     |    |
| 1ª                                                                  | 2010-11       | 7             | 0   | 0 | 0  | 1 | 0 | 7  | 0   |    |
| 1ª                                                                  | A-2011        | 1             | 0   | 0 | 0  | - | - | 1  | 0   |    |
| 1ª                                                                  | C-2013        | 4             | 0   | 9 | 1  | - | - | 13 | 1   |    |
| 1ª                                                                  | A-2013        | 1             | 0   | - | -  | 2 | 0 | 3  | 0   |    |
| Total club                                                          | Total club    | 13            | 0   | 9 | 1  | 3 | 0 | 25 | 1   |    |
| Neza · México                                                       |               |               |     |   |    |   |   |    |     |    |
| 2ª                                                                  | 2012          | 7             | 0   | 0 | 0  | - | - | 7  | 0   |    |
| Total club                                                          | Total club    | 7             | 0   | 0 | 0  | 0 | 0 | 7  | 0   |    |
| Lobos BUAP · México                                                 |               |               |     |   |    |   |   |    |     |    |
| 2ª                                                                  | 2012          | 9             | 0   | 4 | 0  | - | - | 13 | 0   |    |
| Total club                                                          | Total club    | 9             | 0   | 4 | 0  | 0 | 0 | 13 | 0   |    |
| C. Irapuato · México                                                |               |               |     |   |    |   |   |    |     |    |
| 2ª                                                                  | 2014-15       | 26            | 3   | 6 | 0  | - | - | 32 | 3   |    |
| Total club                                                          | Total club    | 26            | 3   | 6 | 0  | 0 | 0 | 32 | 3   |    |
| Atlante · México                                                    |               |               |     |   |    |   |   |    |     |    |
| 2ª                                                                  | 2015-16       | 23            | 1   | 9 | 0  | - | - | 32 | 1   |    |
| Total club                                                          | Total club    | 23            | 1   | 9 | 0  | 0 | 0 | 32 | 1   |    |
| Alebrijes · México                                                  |               |               |     |   |    |   |   |    |     |    |
| 2ª                                                                  | 2017          | 15            | 0   | 3 | 0  | - | - | 18 | 0   |    |
| Total club                                                          | Total club    | 15            | 0   | 3 | 0  | 0 | 0 | 18 | 0   |    |
| Potros UAEM · México                                                |               |               |     |   |    |   |   |    |     |    |
| 2ª                                                                  | 2017-18       | 25            | 1   | 2 | 0  | - | - | 27 | 1   |    |
| 2ª                                                                  | 2018-19       | 11            | 0   | - | -  | - | - | 11 | 0   |    |
| Total club                                                          | Total club    | 36            | 1   | 2 | 0  | 0 | 0 | 38 | 1   |    |
| Atlético Ensenada México                                            | -             | -             | -   | - | -  | - | - | -  | -   | -  |
| Total carrera                                                       | Total carrera | Total carrera | 205 | 9 | 36 | 1 | 3 | 0  | 244 | 10 |
| (1)Incluye datos de la Copa México y Campeón de Campeones (2014-15) |               |               |     |   |    |   |   |    |     |    |

## Palmarés

### Campeonatos nacionales
| Liga o Copa | Sede   | Resultado | Goles |
| ----------- | ------ | --------- | ----- |
| Copa MX     | México | Campeón   | 1     |